# Vlist (hameau)
Pour les articles homonymes, voir Vlist.
Vlist est un hameau de la commune néerlandaise de Krimpenerwaard, dans la province de la Hollande-Méridionale. Le 1er janvier 2006, le hameau comptait 638 habitants.
Même si la commune de Vlist porte le nom de ce hameau, les localités principales en sont Haastrecht (mairie) et Stolwijk.